# 4301 Boyden
A 4301 Boyden (ideiglenes jelöléssel 1966 PM) a Naprendszer kisbolygóövében található aszteroida. A Boyden Observatory fedezte fel 1966. augusztus 7-én.